# Space Colony
Space Colony är ett datorspel från 2003 i realtidsstrategigenren, som också är inspirerat av relationsspel som The Sims. Det utvecklades av Firefly Studios och publicerades av Gathering.
I spelet tar spelaren hand om en rymdkoloni på en främmande himlakropp, och styr kolonister med skilda personligheter och färdigheter för att utvinna resurser och bekämpa fiender.
Den viktigaste kolonisten är Venus Jones, som med sina enastående färdigheter ofta får rädda kolonin på egen hand.